# كريبت أف ذا نيكرو دانسر
كريبت أف ذا نيكرو دانسر (بالإنجليزية: Crypt of the NecroDancer)، هي لعبة فيديو مستقلة من تطوير ستوديو براس يورسيلف غيمز الكندية، حيث صدرت في المتجر الرقمي ستيم بتاريخ 23 أبريل سنة 2015م، وحيث تعمل على عدة منصات، ومنها بلاي ستيشن 4 ونينتندو سويتش ومايكروسوفت ويندوز ومتجر آي أو إس التابعة لشركة آبل الأمريكية.

## أسلوب اللعب
تُعد Crypt of the NecroDancer لعبة "روغلايك" ثنائية الأبعاد تعتمد على مبدأ مطابقة الإيقاع، حيث يتحكم اللاعب في شخصية مثل "كادينس" لاستكشاف مستويات مولدة عشوائيًا ضمن سرداب تحت الأرض. يتم توجيه الشخصية باستخدام لوحة المفاتيح أو وحدة تحكم أو حتى لوح رقص، ولكن الحركة والهجوم لا يتمان إلا بتزامن مع نغمة الموسيقى. إذا لم يطابق اللاعب الإيقاع، فإن الشخصية لن تنفذ الحركة أو الهجوم المطلوب، كما يُعاد ضبط سلسلة الضربات المتتالية التي تُكسب اللاعب مكافآت إضافية.
تتحرك الوحوش أيضًا وفقًا للإيقاع، وغالبًا ما تتبع أنماطًا منتظمة، مما يتيح للاعبين دراسة سلوك الأعداء والتخطيط لتحركاتهم. يتكون نظام القتال من اصطدام مباشر مع العدو لتنفيذ الضربات، وتزداد فعالية الهجمات كلما حافظ اللاعب على التوقيت الصحيح. الحفاظ على ضربات متتالية من دون انقطاع يزيد من كمية الذهب المكتسبة.
تُعرض في شاشة اللعب معلومات عن الصحة والعملات والخريطة والمعدات، بينما تتسارع وتيرة الموسيقى تدريجيًا عند الانتقال إلى طوابق أعمق، مما يزيد من صعوبة اللعبة. وعند موت الشخصية، تنتهي الجولة الحالية ويُفقد التقدم في المستوى، ولكن يمكن استخدام الماسات التي تم جمعها خلال الجولة لشراء ترقيات دائمة في المتجر الرئيسي داخل اللعبة.

## الموسيقى التصويرية
يتولى داني بارانوسكي (Danny Baranowsky) تأليف الموسيقى التصويرية الأصلية للعبة، والتي صدرت كألبوم يتضمّن 27 مقطوعة وموسيقى إضافية بصوت بائع المتجر، بنسختي إم بي 3 وFLAC، وقد نالت استحسانًا واسعًا عند إطلاقها في 30 يوليو 2014 كجزء موسيقي رسمي للعبة . في مراجعة عبر Original Sound Version قُدّر مزيج موسيقى الـتشيب-روك والإلكترونية بأكثر من ساعتين، وُصف بأنه "مزيج من ألحان تشيب-روك إلكترونية مع نغمات تتحرك بقوة وتكرار ممتع"
الموسيقى تتغير ديناميكيًا وفقًا لتقدّم اللاعب عبر مستويات اللعبة؛ كل نفق ومستوى زعيم يمتلك لحنًا فريدًا، بعضها يتم تكراره بشكل متواصل وبعضه يمتد إلى النهاية ليُلقي "تعويذة نهاية الأغنية" وعادة تكون فخًا يُجبر اللاعب على النزول . تم وصف الألبوم بأنه "حفلة دق إيقاعية" تعزز تجربة اللعب وتؤدي وظيفتها التفاعلية داخل آلية الإيقاع، كما أشير إلى مساهمات الفنان FamilyJules7x في عدة مقاطع تضفي طابع الروك القوي على بعض المسارات .
لاحقًا، تم إصدار تمديد موسيقي Amplified OST عام 2017 يضيف مقطوعات إضافية تحمل طابعًا كهربائيًا مثل "Six Feet Thunder" . كما جاءت تحديثات متعددة تضيف ألحانًا بديلة من فنانين مثل A_Rival، FamilyJules7x، Virt، Chipzel، OverClocked ReMix، ماسافومي تاكادا، وHatsune Miku لإثراء تجربة اللعبة وتوفير اختيارات موسيقية متنوعة

## الاستقبال النقدي
تلقت Crypt of the NecroDancer تقييمات إيجابية بشكل عام من النقاد. على موقع Metacritic، حصلت نسخة الحاسوب الشخصي على متوسط تقييم بلغ 87 من 100 بناءً على 45 مراجعة نقدية، مع إشادة واسعة بفكرتها الفريدة ودمجها بين أسلوب اللعب الإيقاعي وعناصر ألعاب الروغلايك.
أشاد موقع آي جي إن باللعبة، ومنحها تقييمًا قدره 8.8 من 10، معتبرًا أن اللعبة "موهوبة بطابع الإيقاع الروغلايكي" وأن موسيقاها "ممتعة للغاية". كما منحها موقع PC Gamer تقييم 87 من 100، مشيرًا إلى أنها "مصممة بشكل جميل، صعبة ومفعمة بالحيوية، وتمنحك شعورًا فريدًا بالانسيابية".
أما موقع GameSpot، فقد منح اللعبة 8 من 10، وأشاد بدمج الإيقاع مع عناصر ألعاب التحدي بشكل "مرح ومبتكر". وفي مراجعة من صحيفة The Guardian، وُصفت اللعبة بأنها "زهور حب بين نوعين مختلفين"، مع الإشادة بتأثير الموسيقى في خلق حالة من الانسجام والتركيز عند اللعب.
وفي مراجعة باللغة الإسبانية عبر موقع MeriStation، أُشيد باللعبة لدمجها بين "أصالة الفكرة وروعة التنفيذ"، مع تأكيد على أن نسخة Nintendo Switch تقدم تجربة محمولة محسّنة ومناسبة لطبيعة أسلوب اللعب الموسيقي.

## وصلات خارجية
- الموقع الرسمي
 (بالإنجليزية)
- صفحة اللعبة على موقع ستيم